# 2021年釜山市長補欠選挙
2021年釜山市長補欠選挙は、大韓民国の第二都市である釜山広域市の首長（市長）を選出するために2021年4月7日に投票が行われた選挙で、朴亨埈（野党：国民の力）が当選した。

## 概要
本選挙は、2020年4月23日に文在寅大統領の与党・共に民主党所属の呉巨敦釜山市長（以下、呉市長）（日本では都道府県知事に相当）が辞任したことで空白となった後任市長を選出するために行われた補欠選挙で、上半期再補選の一つとして実施される。一地方自治団体の首長選挙であるが、任期末期に差し掛かった文在寅政権のレームダック化や2022年実施予定の次期大統領選挙に影響を及ぼすと考えられている。

## 選挙日程など
- 3月18日～19日：候補者登録
- 3月25日：選挙期間開始日
- 4月7日：投票日

## 候補者
3月18日と19日に立候補者登録が行われる。
共に民主党公認の金栄春に対し、国民の力は候補として朴亨埈が出馬することになった。

## 選挙結果
- 選挙人数：2,936,301名
- 投票者数：1,546,051名
- 投票率：52.7%
- 出典：ネイバーニュース特設ページ[2]

| 候補者 | 候補者   | 党派       | 新旧 | 得票数    | 得票率 | 当落 |
| 漢字   | ハングル | 党派       | 新旧 | 得票数    | 得票率 | 当落 |
| ------ | -------- | ---------- | ---- | --------- | ------ | ---- |
| 朴亨埈 | 박형준   | 国民の力   | 新人 | 961,576   | 62.67% | 当選 |
| 金栄春 | 김영춘   | 共に民主党 | 新人 | 528,135   | 34.42% |      |
| 鄭奎載 | 정규재   | 自由民主党 | 新人 | 16,380    | 1.06%  |      |
| 盧正炫 | 노정현   | 進歩党     | 新人 | 13,054    | 0.85%  |      |
| 孫尚佑 | 손상우   | 未来党     | 新人 | 7,933     | 0.51%  |      |
| 裵俊炫 | 배준현   | 民生党     | 新人 | 7,251     | 0.47%  |      |
|        |          |            |      | 1,546,051 |        |      |